# Marc Boileau
Pour les articles homonymes, voir Boileau.
Marc Claude Boileau (né le 3 septembre 1932 à Pointe-Claire, dans la province de Québec au Canada - mort le 27 décembre 2000) est un joueur et entraîneur professionnel canadien de hockey sur glace. Il est le fils de l'ancien joueur de la LNH, René Boileau.

## Biographie
Il jouait au poste de centre et a commencé le hockey en 1952 dans l'association de hockey de l'Ontario (aujourd'hui ligue de hockey de l'Ontario - Ligue de hockey de l'Ontario) et n'a finalement joué qu'une saison dans la Ligue nationale de hockey pour les Red Wings de Détroit en 1961-1962.
Il a joué au hockey pendant une quinzaine de saison dans les ligues mineures d'Amérique du Nord avant de prendre sa retraite à la fin de la saison 1972-1973 alors qu'il était aussi à la tête de l'équipe dans laquelle il jouait, les Komets de Fort Wayne de la Ligue internationale de hockey. Il reste avec la franchise jusqu'à son recrutement par les Penguins de Pittsburgh de la LNH pendant la saison 1973-1974 de la LNH.
Il reste à la direction de l'équipe pour trois saisons avant de partir entraîner les Nordiques de Québec de l'Association mondiale de hockey pour deux saisons au cours desquelles il mena son club à une conquête du Trophée mondial Avco. Par la suite, il retournera dans la ligue internationale.
Il met fin à sa carrière d'entraîneur en Amérique du nord après trois saisons à la tête des Thunderbirds de Seattle en 1986.
Il entraîne ensuite en Europe l'équipe de Eindhoven (Hollande), puis termine sa carrière à Amiens (France) comme entraîneur de l'équipe des Écureuils de Picardie, qu'il emmène en finale pour la première fois de son histoire en 1989.

## Statistiques
| Saison    | Équipe                            | Ligue |    | Saison régulière | Saison régulière | Saison régulière | Saison régulière | Saison régulière |    | Séries éliminatoires | Séries éliminatoires | Séries éliminatoires | Séries éliminatoires | Séries éliminatoires |
| Saison    | Équipe                            | Ligue | PJ | B                | A                | Pts              | Pun              | PJ               | B  | A                    | Pts                  | Pun                  |                      |                      |
| 1952-1953 | Greenshirts de Kitchener-Waterloo | AHO   | 29 | 10               | 19               | 29               | 0                | -                | -  | -                    | -                    | -                    |                      |                      |
| 1953-1954 | Mohawks de Cincinnati             | LIH   | 38 | 12               | 21               | 33               | 13               | -                | -  | -                    | -                    | -                    |                      |                      |
| 1955-1956 | Beavers de Saint-John             | ACSr  | 0  | 22               | 43               | 65               | 66               | -                | -  | -                    | -                    | -                    |                      |                      |
| 1956-1957 | Chiefs d'Indianapolis             | LIH   | 60 | 25               | 32               | 57               | 50               | -                | -  | -                    | -                    | -                    |                      |                      |
| 1957-1958 | Chiefs d'Indianapolis             | LIH   | 63 | 26               | 61               | 87               | 64               | -                | -  | -                    | -                    | -                    |                      |                      |
| 1958-1959 | Totems de Seattle                 | WHL   | 67 | 17               | 30               | 47               | 52               | 12               | 10 | 7                    | 17                   | 10                   |                      |                      |
| 1959-1960 | Totems de Seattle                 | WHL   | 68 | 32               | 45               | 77               | 54               | 4                | 0  | 0                    | 0                    | 5                    |                      |                      |
| 1960-1961 | Totems de Seattle                 | WHL   | 70 | 42               | 31               | 73               | 49               | 11               | 5  | 4                    | 9                    | 14                   |                      |                      |
| 1961-1962 | Bears de Hershey                  | LAH   | 14 | 7                | 8                | 15               | 6                | -                | -  | -                    | -                    | -                    |                      |                      |
| 1961-1962 | Red Wings de Détroit              | LNH   | 54 | 5                | 6                | 11               | 8                | -                | -  | -                    | -                    | -                    |                      |                      |
| 1962-1963 | Blades de Los Angeles             | WHL   | 66 | 16               | 46               | 62               | 77               | 3                | 0  | 3                    | 3                    | 2                    |                      |                      |
| 1963-1964 | Blades de Los Angeles             | WHL   | 69 | 12               | 32               | 44               | 35               | 12               | 3  | 3                    | 6                    | 33                   |                      |                      |
| 1964-1965 | Blades de Los Angeles             | WHL   | 60 | 12               | 23               | 35               | 62               | -                | -  | -                    | -                    | -                    |                      |                      |
| 1965-1966 | Blades de Los Angeles             | WHL   | 72 | 10               | 29               | 39               | 48               | -                | -  | -                    | -                    | -                    |                      |                      |
| 1967-1968 | Totems de Seattle                 | WHL   | 66 | 6                | 31               | 37               | 41               | 9                | 3  | 2                    | 5                    | 4                    |                      |                      |
| 1968-1969 | Totems de Seattle                 | WHL   | 73 | 14               | 30               | 44               | 42               | 2                | 0  | 0                    | 0                    | 0                    |                      |                      |
| 1969-1970 | Totems de Seattle                 | WHL   | 73 | 16               | 28               | 44               | 65               | 6                | 1  | 0                    | 1                    | 8                    |                      |                      |
| 1970-1971 | Komets de Fort Wayne              | LIH   | 67 | 19               | 40               | 59               | 35               | 2                | 0  | 1                    | 1                    | 0                    |                      |                      |
| 1971-1972 | Komets de Fort Wayne              | LIH   | 66 | 11               | 44               | 55               | 27               | 6                | 0  | 6                    | 6                    | 4                    |                      |                      |
| 1972-1973 | Komets de Fort Wayne              | LIH   | 2  | 0                | 0                | 0                | 0                | -                | -  | -                    | -                    | -                    |                      |                      |

## Trophées et honneurs personnels
Il est nommé dans la première équipe d'étoiles de la Ligue internationale de hockey en 1957-1958 puis dans la seconde équipe de la Western Hockey League en 1959-1960.